# Dugi Školj
Koordinati:   43°55′17″N, 15°08′09″E
Dugi Školj je majhen nenaseljen otoček v Jadranskem morju, ki pripada Hrvaški.
Otoček leži na koncu 10 km dolgega zaliva Telašćica. Njegova površina meri 0,09 km². Dolžina obalnega pasu je 1,11 km. Najvišji vrh je visok
65 mnm.